# Wólka Tarłowska
Wólka Tarłowska [pronunciación en polaco: /ˈvulka ˈvulka tarˈwɔfska/] es un pueblo ubicado en el distrito administrativo de Gmina Tarłów, dentro del condado de Opatów, Voivodato de Świętokrzyskie, en el centro-sur de Polonia. Se encuentra a unos 2 kilómetros al sur de Tarłów, a 30 kilómetros al noreste de Opatów, y a 79 kilómetros al este de la capital regional Kielce .
El pueblo tiene una población de 280 habitantes.